# Grevillea tetragonoloba
Grevillea tetragonoloba är en tvåhjärtbladig växtart som beskrevs av Meissn.. Grevillea tetragonoloba ingår i släktet Grevillea och familjen Proteaceae. Inga underarter finns listade i Catalogue of Life.